# موجة جديدة (موسيقى)
الموجة الجديدة (بالإنجليزية: New wave)‏ هو نمط من موسيقى الروك والديسكو، نشأ في أوروبا وأمريكا الشمالية، في نهاية السبعينات من القرن العشرين، امتدادا لفن البانك.اشتق اسم هذا النوع من الفن من الموجة الجديدة في السينما الفرنسية، التي ميزت عقدي الخمسينات والستينات من القرن الماضي
علاوة على روك البانك، تأثرت موسيقى الموجة الجديدة بموسيقى الهارد روك، خصوصا على مستويي الاستعراض والألبسة. موسيقيا، تكمن خصوصية موسيقى الموجة الجديدة في أهمية السنثسيزر وعلبة الإيقاعات بالنسبة للآلات الموسيقية الأخرى.

من رواد هذا النوع الموسيقي، المغني ديفيد بوي و فرقة كرافت فيرك الألمانية
حظي هذا الفن لاحقا -في اوائل الثمانينات- بشعبية عالمية كبيرة، خاصة بفرق موسيقية مثل ديبيش مود Depeche Mode، ذا كيور The Cure و نيو أوردر New Order، قبل أن يخفت بريقه في المشهد الموسيقي العالمي، في بداية النصف الثاني من الثمانيات. رغم ذلك، امتد تأثير هذا الفن، إلى غاية القرن الحادي والعشرين، عبر انماط موسيقية متنوعة مثل روك وكالروك القوطي، و استمرت تأثير الموجة الجديدة في موسيقى ومظهر و نجوم لاحقين من امثال مارلين مانسن.